# 1990 na política

## Eventos

### Fevereiro
- 11 de Fevereiro - Nelson Mandela é libertado, após 28 anos de prisão, em função do apartheid.
- 15 de Fevereiro - Realização da Cimeira de Cartagena em Cartagena das Índias (Bolívia), para o combate conjunto ao tráfico de droga pelos EUA, Colômbia, Peru e Bolívia.

### Março
- 15 de Março - Fernando Collor de Mello assume a Presidência da República no Brasil.
- 16 de março - A equipe econômica do presidente Collor anuncia o Plano Collor que, dentre as medidas, determina o confisco da poupança bancária de boa parte dos brasileiros, a privatização, a modernização tecnológica, abertura das importações. O Plano é conduzido pela ministra Zélia Cardoso de Mello.

### Agosto
- 2 de Agosto - O Iraque viola a fronteira com o Kuwait e invade o seu vizinho.
- 6 de Agosto - Benazir Bhutto é destituída do cargo de primeira-ministra do Paquistão em seu primeiro mandato, sob acusação de abuso de poder, nepotismo e corrupção. Foi a primeira mulher a ocupar este cargo em um estado muçulmano moderno.
- 27 de Agosto - Na República Dominicana, o general major Sancito Caro Brito assume a chefia do "Estado Mayor do Ejercito Nacional".
- 28 de Agosto - O Kuwait é anexado ao Iraque como província.

### Outubro
- 3 de Outubro - Ocorre a reunificação da Alemanha.
- 13 de Outubro - Termina a guerra civil no Líbano, iniciada em 1975.
- 20 de Outubro - O primeiro-ministro da Malásia, Mahathir bin Mohamad, foi reeleito após vencer as eleições.

### Novembro
- 15 de Novembro - Eleição histórica: a primeira de Brasília. Joaquim Roriz é eleito governador do Distrito Federal, com Márcia Kubitschek vice. Entre outros, Luiz Antônio Fleury Filho é eleito em São Paulo e Leonel Brizola vai para o segundo mandato no Rio de Janeiro.

### Dezembro
- 22 de Dezembro - Lech Wałęsa é eleito presidente da Polônia.

## Nascimentos
| Data | Nome | Profissão | Nacionalidade | Observações | Ref |
| ---- | ---- | --------- | ------------- | ----------- | --- |

## Mortes
| Data            | Nome                   | Profissão                                                                                     | Nacionalidade | Observações | Ref |
| --------------- | ---------------------- | --------------------------------------------------------------------------------------------- | ------------- | ----------- | --- |
| 4 de janeiro    | Alberto Lleras Camargo | Presidente da República da Colômbia de 1945 a 1946 e de 1958 a 1962                           | Colômbia      | n. 1906     |     |
| 23 de fevereiro | José Napoleón Duarte   | presidente de El Salvador de 1984 a 1989                                                      | El Salvador   | n. 1925     |     |
| 24 de fevereiro | Sandro Pertini         | presidente de Itália de 1978 a 1985                                                           | Itália        | n. 1896     |     |
| 7 de Março      | Luis Carlos Prestes    | líder comunista brasileiro, responsável pelos movimentos Coluna Prestes e Intentona Comunista | Brasil        | n. 1898)    |     |
| 8 de julho      | José Figueres Ferrer   | presidente da Costa Rica de 1948 a 1949, de 1953 a 1958 e de 1970 a 1974                      | Costa Rica    | n. 1906     |     |
| 18 de julho     | Yun Bo-seon            | presidente da Coreia do Sul de 1960 a 1962 e prefeito de Seul de 1948 a 1949                  | Coreia do Sul | n. 1897     |     |
| 29 de julho     | Bruno Kreisky          | chanceler austríaco                                                                           | Áustria       | n. 1911     |     |
| 13 de outubro   | Le Duc Tho             | político e general vietnamita                                                                 | Vietname      | n. 1911     |     |
| 5 de novembro   | Meir Kahane            | rabino ortodoxo, ativista e deputado israelita                                                | Israel        | n. 1932     |     |